# Decreto de Berlim

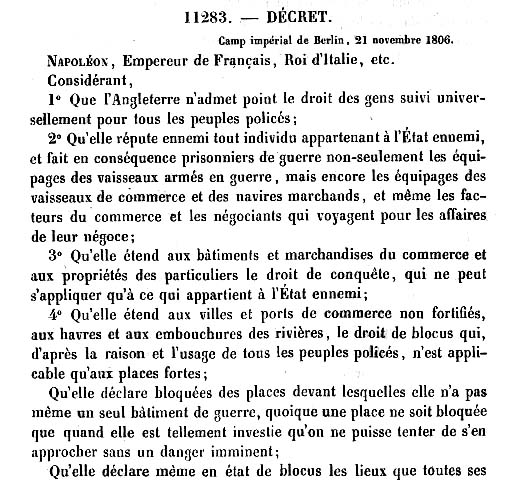
Texto integral do decreto

O Decreto de Berlim foi emitido por Napoleão Bonaparte em 21 de novembro de 1806 após o êxito da campanha francesa contra a Prússia na batalha de Iena. O decreto proibia a importação de mercadorias oriundas do Reino Unido da Grã-Bretanha e Irlanda para países europeus aliados ou dependentes da França. O decreto marca a implantação do Bloqueio Continental na Europa.
Este decreto levou à destruição econômica para a França, e também afetou intensamente a economia da Grã-Bretanha, que detinha o controle do comércio do Oceano Atlântico. Outras nações europeias retiraram-se do Bloqueio Continental, o que levou, em uma pequena parte, à queda de Napoleão. O decreto de Milão foi emitido no ano seguinte para corrigir a crise gerada pelo Decreto de Berlim.